# .500 S&W Magnum
El .500 S&W Magnum es un cartucho desarrollado por Cor-Bon en colaboración con la empresa Smith & Wesson para su empleo en el revólver S&W Modelo 500. El cartucho se introdujo en febrero de 2003 en la feria SHOT.

## Historia
En 1971, Smith & Wesson experimentó un drástico aumento en los pedidos de su revólver S&W Modelo 29 en recámara para .44 Magnum. Como la producción de S&W no pudo satisfacer la demanda, los revólveres S&W Modelo 29 disponibles se vendían a precios dos o tres veces superiores al precio de venta estipulado. Este aumento de interés se debió en gran medida a la película Harry el Sucio de 1971, donde el revólver S&W Modelo 29 se anunció como el más potente (el .454 Casull, diseñado en 1955, no entró en producción comercial hasta 1997). Con la introducción del .500 S&W Magnum y el revólver Modelo 500, Smith & Wesson recuperó el título de «pistola más potente».
Varios fabricantes producen actualmente el cartucho S&W .500 Magnum, con cartuchos de alto rendimiento que entregan casi 3000 ft⋅lbf (4100 J) de energía inicial desde un cañón estándar de 8,375". Se afirma que es el cartucho para pistola más potente disponible comercialmente en el mercado y proporciona una potencia superior a la de cartuchos Wildcat tradicionales como el .375 JDJ (J. D. Jones).